# Fédération de l'Éthiopie et de l'Érythrée
La Fédération de l'Éthiopie et de l'Érythrée était une fédération de l'Empire éthiopien et de l'Érythrée. Elle a été créée par l'approbation de la Loi fédérale en Éthiopie et de la Constitution de l'Érythrée le 15 septembre 1952. 

## Historique
Avant l'annexion de l'Érythrée, le président de la Cour suprême de l'Érythrée a été supprimé et les langues officielles érythréennes ont été supprimées au profit de la langue nationale éthiopienne, l'amharique. Au cours de la Fédération, l'empiétement de la Couronne éthiopienne s’est fait sentir sur le chef de l’exécutif de l’Érythrée. Cela contrevenait directement à la résolution 390-A (V) des Nations unies qui avait créé la Fédération. 
La structure fédérale, ou un semblant de celle-ci, a existé entre le 15 septembre 1952 et le 15 novembre 1962. Le 15 novembre 1962, à la suite de pressions de Haïlé Sélassié Ier sur l'Assemblée d'Érythrée, la Fédération fut officiellement dissoute et l'Érythrée annexée par l'Éthiopie.